# Super Bowl LVIII
Match précédent Match suivant
Le Super Bowl LVIII est un match de football américain qui constitue la finale de la saison 2023 de la National Football League (NFL).
Il s'agit de la 58e édition du Super Bowl.
Le match a lieu le 11 février 2024 à Paradise dans l'État du Nevada aux États-Unis et oppose les Chiefs de Kansas City aux 49ers de San Francisco, respectivement champions de l'American Football Conference (AFC) et de la National Football Conference (NFC).
La rencontre est gagnée en prolongation 25 à 22 par les Chiefs qui remportent un deuxième titre consécutif ce qui n'avait plus été réalisé depuis les victoires des Patriots aux Super Bowls XXXVIII et XXXIX. C'est le deuxième Super Bowl à se décider en prolongation, le premier étant le Super Bowl LI, sept ans plus tôt.
Le quarterback des Chiefs Patrick Mahomes a été désigné MVP du Super Bowl.

## Désignation de la ville hôte
Le 23 mai 2018, la ligue sélectionne originalement la ville de La Nouvelle-Orléans comme ville hôte du Super Bowl LVIII. Depuis le Super Bowl LVI, un nouveau mode de désignation des villes hôtes a été mis en place. Le processus précédent, qui permettait aux villes de soumettre des offres pour ces droits, a été abandonné. Au lieu de cela, la Ligue choisit unilatéralement un seul site d'hébergement pour chaque match, sans permettre aux autres villes de se porter candidate. La ville choisie remet ensuite une proposition qui est votée lors des assemblées des propriétaires de la Ligue.
En mars 2020, la ligue et la National Football League Players Association ont accepté d'ajouter un match supplémentaire à la saison régulière, passant de 16 à 17 matchs, repoussant ainsi le Super Bowl LVIII au 11 février 2024 et entrant en conflit avec les célébrations du Carnaval de La Nouvelle-Orléans. La ligue annonce le 24 octobre 2020 que La Nouvelle-Orléans accueillera le Super Bowl LIX plutôt que le Super Bowl LVIII. Le 15 décembre 2021, la ville de Las Vegas est désignée pour accueillir le match.
Le logo officiel est dévoilé le 13 février 2023 et correspond à celui introduit à l'occasion du Super Bowl LVI, avec les traditionnels numéros romains reflétant dans le cas présent la ville et la région hôte (dans ce cas, le Las Vegas Strip et le panneau « Welcome to Fabulous Las Vegas »). Les chiffres sont également incurvés vers l'intérieur pour évoquer l'architecture des complexes hôteliers tels que le Bellagio et le Wynn Las Vegas,.

## Logo
Le logo officiel a été dévoilé le 13 février 2023. Il est similaire dans sa conception au logo du Super Bowl LVI, avec les chiffres romains traditionnels sur lesquels se reflètent les images de la ville/région hôte soit dans le cas présent, l'horizon du Strip de Las Vegas et le panneau Welcome to Fabulous Las Vegas. Les chiffres sont également inclinés vers l'intérieur pour évoquer l'architecture de complexes hôteliers tels que le Bellagio et le Wynn Las Vegas,.

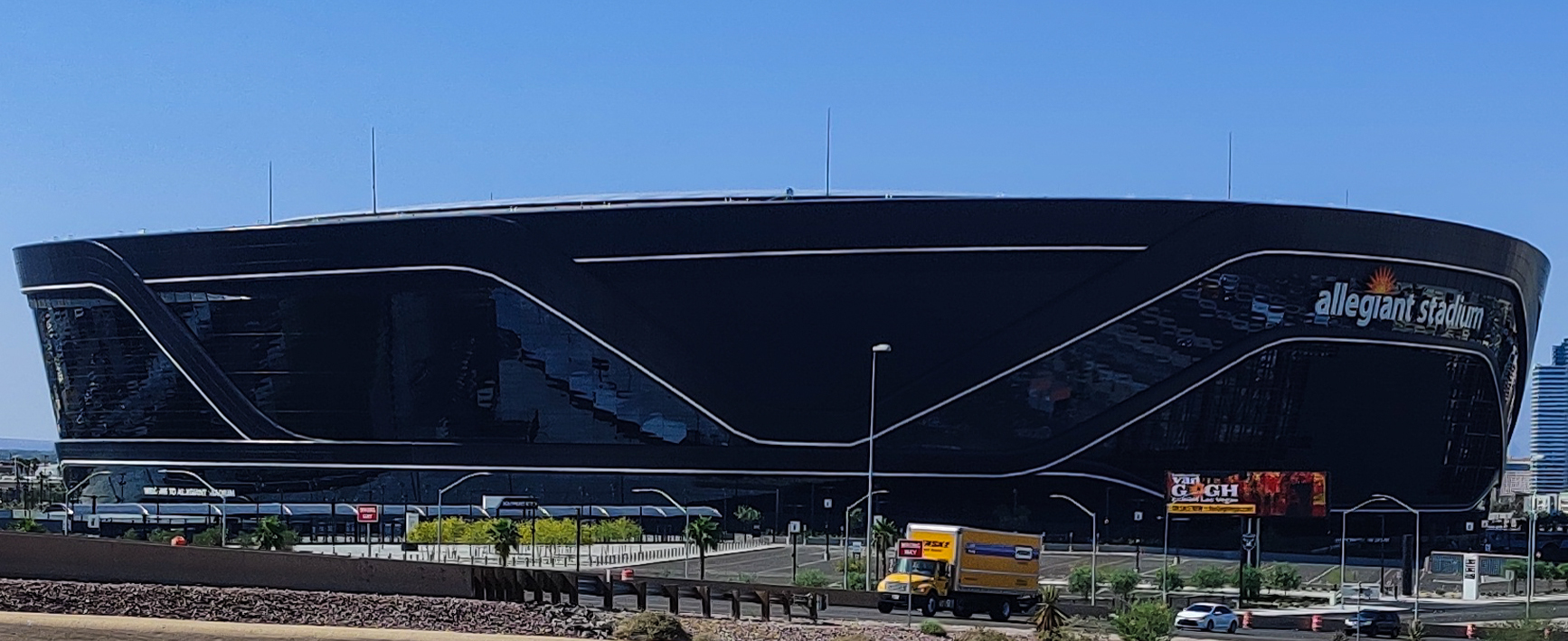
L'Allegiant Stadium.

## Le stade
L'Allegiant Stadium est situé à Paradise au Nevada, ville adjacente de Las Vegas. Depuis 2020, c'est le stade des Raiders de Las Vegas, lesquels jouaient auparavant à l'Oakland Coliseum, à Oakland en Californie. Sa capacité pour les évènements importants est de 71 835 places. Avec un coût de construction estimé à 1,9 milliard de dollars américains, c'est le deuxième stade le plus cher au monde.

## Spectacles

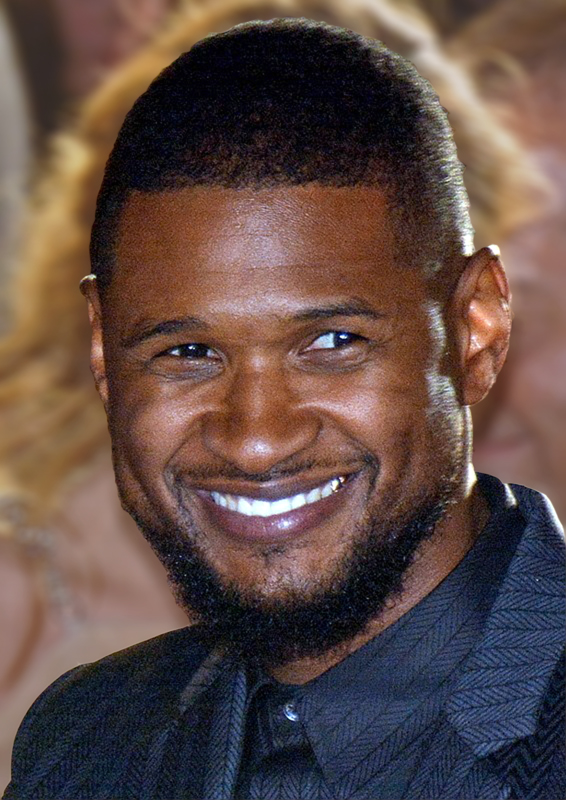
Le show de la mi-temps assuré par Usher.

### Avant match
Il est annoncé le 18 janvier 2024 que le chanteur de musique country Reba McEntire a été désigné pour interpréter l'hymne national américain, en compagnie de l'acteur Daniel Durant pour la traduction en langue des signes.
Le rappeur Post Malone a été désigné pour interpréter l'hymne America the Beautiful, la chanteuse RnB Andra Day interprétant Lift Every Voice and Sing et l'actrice Anjel Piñero traduisant les deux chansons en langage des signes,.

### Mi-temps
Le 24 septembre 2023, la ligue annonce que le chanteur américain R&B Usher sera la vedette principale du spectacle de la mi-temps du Super Bowl LVIII.
Usher a interprété seul les chansons suivantes Caught Up (en), U Don't Have to Call, Love In This Club, Nice and Slow, Burn, U Got It Bad et OMG (en).
Il a été rejoint par la fanfare de l'université d'État de Jackson dénommée Sonic Boom of the South (en) ainsi que par divers artistes, :
- Alicia Keys interprétant au piano If I Ain’t Got You et My Boo ;
- H.E.R. à la guitare électrique sur le morceau Bad Girl ;
- Jermaine Dupri sur Confessions Part. II ;
- Ludacris, Lil Jon et will.i.am sur Yeah!.

## Présentation du match
Le Super Bowl LVIII est le premier joué dans le Nevada et dans la région métropolitaine de Las Vegas et constitue la troisième édition consécutive jouée dans l'ouest des États-Unis, après Los Angeles en 2022 et Phoenix en 2023.
Le match a été surnommé « Taylor Swift Bowl » ou « Swiftie Bowl » par les fans et les médias en référence à l'auteur-compositeur-interprète Taylor Swift et à ses fans, connus sous le nom de Swifties. La saison NFL 2023 a battu des records d'audience, de marchandising et de ventes de billets à la suite de la relation amoureuse entre le tight end des Chiefs Travis Kelce et Taylor Swift, celle-ci ayant effectué de fréquentes apparitions aux matchs des Chiefs,,. Les fans qui ont commencé à soutenir les Chiefs à la suite de cette romance ont été surnommés « Chiefties ».
Comme cela a été le cas avec les Chiefs lors de nombreux matchs télévisés et médiatisés à l'échelle nationale par le passé, certains groupes autochtones ont profité de la grande visibilité du Super Bowl LVIII pour demander à la franchise de changer de nom et à leurs fans de mettre fin à l'utilisation du tomahawk chop (en).
Les Chiefs de Kansas City sont considérés comme l'équipe jouant à domicile en vertu de la rotation annuelle entre les deux conférences. A ce titre, ils ont choisi de jouer le Super Bowl avec leur équipement traditionnel à domicile soit en maillots rouges et pantalons blancs, les 49ers jouant avec leurs maillots d'extérieur soit en maillots blancs et pantalons or,.
Pour la même raison, les Chiefs s'entraineront la semaine précédant le match dans les installations des Raiders de Las Vegas situées à Henderson tandis que les 49ers s'entraineront au complexe des Rebels de l'UNLV situé à Paradise.
La finale 2023 est une revanche du Super Bowl LIV déjà arbitré par Bill Vinovich lequel devient le premier arbitre à diriger deux Super Bowls opposant les mêmes équipes. Les Chiefs avaient battu les 49ers 31 à 20 et Patrick Mahomes en avait été désigné le MVP.
Il s'agit également du premier Super Bowl depuis le Super Bowl LV à mettre en présence le champion sortant. À l'époque, il s'agissait des Chiefs, lesquels furent battus par les Buccaneers 31 à 9.
|  | Finales de conférence                                    | Finales de conférence                                  |                          |     | Super Bowl LVIII                                     | Super Bowl LVIII                                     |
|  | Finales de conférence                                    | Finales de conférence                                  |                          |     | Super Bowl LVIII                                     | Super Bowl LVIII                                     |
|  |                                                          |                                                        |                          |     |                                                      |                                                      |
|  | 28 janvier 2024, M&T Bank Stadium, Baltimore, Maryland   | 28 janvier 2024, M&T Bank Stadium, Baltimore, Maryland |                          |     | 11 février 2024, Allegiant Stadium, Paradise, Nevada | 11 février 2024, Allegiant Stadium, Paradise, Nevada |
|  | 28 janvier 2024, M&T Bank Stadium, Baltimore, Maryland   | 28 janvier 2024, M&T Bank Stadium, Baltimore, Maryland |                          |     | 11 février 2024, Allegiant Stadium, Paradise, Nevada | 11 février 2024, Allegiant Stadium, Paradise, Nevada |
|  | #3 AFC Chiefs de Kansas City                             | 17                                                     |                          |     | 11 février 2024, Allegiant Stadium, Paradise, Nevada | 11 février 2024, Allegiant Stadium, Paradise, Nevada |
|  | #3 AFC Chiefs de Kansas City                             | 17                                                     |                          |     | 11 février 2024, Allegiant Stadium, Paradise, Nevada | 11 février 2024, Allegiant Stadium, Paradise, Nevada |
|  | #1 AFC Ravens de Baltimore                               | 10                                                     |                          |     | 11 février 2024, Allegiant Stadium, Paradise, Nevada | 11 février 2024, Allegiant Stadium, Paradise, Nevada |
|  | #1 AFC Ravens de Baltimore                               | 10                                                     | #3 Chiefs de Kansas City | AFC |                                                      |                                                      |
|  | 28 janvier 2024, Levi's Stadium, Santa Clara, Californie |                                                        | #3 Chiefs de Kansas City | AFC |                                                      |                                                      |
|  |                                                          | #1 49ers de San Francisco                              | NFC                      |     |                                                      |                                                      |
|  | #3 NFC Lions de Détroit                                  | #1 49ers de San Francisco                              | NFC                      | 31  |                                                      |                                                      |
|  | #3 NFC Lions de Détroit                                  |                                                        |                          | 31  |                                                      |                                                      |
|  | #1 NFC 49ers de San Francisco                            | 34                                                     |                          |     |                                                      |                                                      |
|  | #1 NFC 49ers de San Francisco                            | 34                                                     |                          |     |                                                      |                                                      |

## Les équipes
| Équipes                                                                                           | Conférences | Divisions | Entraîneurs   | Bilan de saison régulière |
| ------------------------------------------------------------------------------------------------- | ----------- | --------- | ------------- | ------------------------- |
| Chiefs de Kansas City                                                                             | AFC         | AFC West  | Andy Reid     | 11-6                      |
| 49ers de San Francisco                                                                            | NFC         | NFC West  | Kyle Shanahan | 12-5                      |
| - Arbitre : Bill Vinovich (en) - Équipe donnée favorite par les bookmakers : 49ers par 2 ½ points |             |           |               |                           |

### 49ersde San Francisco

#### Saison régulière
Sous la direction de Kyle Shanahan (7e saison), les 49ers de San Francisco ont terminé la saison régulière 2023 avec un bilan de 12 victoires et 5 défaites et sont classés 1er de la National Football Conference (NFC).
À la suite du succès du quarterback rookie Brock Purdy, qui les a menés en finale de conférence NFC la saison précédente, les 49ers ont échangé leur quarterback Trey Lance (troisième choix global de la draft 2021 de la NFL) faisant de Purdy le quarterback titulaire.
Pour sa première saison en tant que titulaire, Purdy affiche un bilan de 4 280 yards et 31 touchdowns à la passe pour 11 interceptions, terminant avec une évaluation QB de 113 points, la plus haute de la ligue en 2023 et est ainsi sélectionné pour le Pro Bowl
L'attaque est emmenée par le running back All-Pro, Christian McCaffrey, que les 49ers avaient acquis à la mi-saison 2022. Il mène la ligue au nombre de yards gagnés à partir de la ligne d'engagement (2 023 yards) et au nombre de touchdowns inscrits (21, à égalité avec Raheem Mostert).
Le corps des receveurs de San Francisco a été emmené par Brandon Aiyuk, George Kittle et Deebo Samuel, qui dépassent tous les 1 000 yards gagnés en réception. Les 49ers sont ainsi la première équipe de l'histoire de la NFL à avoir quatre joueurs à plus de 1 000 yards de gain à partir de la ligne d'engagement. L'attaque termine 2e de la ligue avec une moyenne de 398,4 yards gagnés par match, 4e au nombre de yards gagnés à la passe par match avec une moyenne de 257,9 yards et 3e au nombre de yards gagnés à la course par match avec une moyenne de 140,5 yards.
La ligne offensive a été emmenée par le tackle gauche Trent Williams (3e sélection dans la première équipe All-Pro et 11e sélection au Pro Bowl).
En défense, les 49ers terminent 3e de la ligue au nombre de points accordés avec une moyenne de 1 735 points par match et se classe 1re au niveau des interceptions (22, à égalité avec les Bears de Chicago). La ligne défensive de San Francisco possède en ses rangs le defensive end Pro Bowler Nick Bosa, lequel mène son équipe avec 10,5 sacks, ainsi que le defensive tackle Javon Hargrave (7 sacks) et Arik Armstead (5 sacks). Le linebacker Fred Warner (sélectionné dans ma première équipe All-Pro) mène son équipe au nombre de plaquages (132), 4 interceptions, 4 fumbles provoqués et 2 ½ sacks. La deuxième ligne est emmenée par Charvarius Ward (5 interceptions et 72 plaquages) et Deommodore Lenoir (3 interceptions, 84 plaquages), tous deux sélectionnés dans la 2e équipe All-Pro.

#### Série éliminatoire
En tant que 1re tête de série en NFC, les 49ers sont exempté du premier tour. Lors du tour de division NFC, ils accueillent la 7e tête de série, les Packers de Green Bay. Bien qu'étant menés 14 à 21 avant le quatrième quart temps, les 49ers reviennent au score pour finalement remporter le match 24 à 21 à la suite d'un drive gagnant en fin de match menée par Brock Purdy et terminée par un touchdown de Christian McCaffrey. Le linebacker Dre Greenlaw (en) met fin au suspense en interceptant une passe du quarterback Jordan Love lors du dernier drive des Packers.
Cette victoire permet aux 49ers de se qualifier pour leur troisième finale de conférence NFC consécutive, la quatrième au cours des cinq dernières saisons. Pour ce match, les 49ers accueillent les Lions de Détroit, 3e tête de série en NFC. Les 49ers sont menés à la mi-temps 7 à 24 mais ils effectuent une nouvelle remontée au score en inscrivant 27 points consécutifs pour prendre l'avance 34 à 24 vers la fin du quatrième quart temps. Les Lions marquent ensuite un touchdown mais ne parviennent pas à récupérer le ballon sur l'onside-kick, les 49ers remportant le match 34 à 31.

#### Historique des finales
Les 49ers ont participé à 7 Super Bowls. Ils ont remporté leurs 5 premiers (Super Bowls XVI, XIX, XXIII, XXIV et XXIX) mais ont perdu les deux derniers (Super Bowl XLVII et LIV). S'ils remportent la présente édition, ils seront la première équipe de la NFC et la 3e équipe de la ligue à égalité (avec les Patriots de la Nouvelle-Angleterre et les Steelers de Pittsburgh) à avoir gagné 6 Super Bowls.
| Édition               | Date            | Lieu                               | Adversaire          | G/P    | Score  | Quarterback         | Entraîneur     |
| --------------------- | --------------- | ---------------------------------- | ------------------- | ------ | ------ | ------------------- | -------------- |
| NFL Championship 1949 | 4 décembre 1949 | Municipal Stadium, Cleveland, Ohio | Browns de Cleveland | P, 0-1 | 21 - 7 | Frankie Albert (en) | Buck Shaw (en) |

| Édition          | Date            | Lieu                                                    | Adversaire            | G/P    | Score   | Quarterback(s)   | Entraîneur     |
| ---------------- | --------------- | ------------------------------------------------------- | --------------------- | ------ | ------- | ---------------- | -------------- |
| Super Bowl LIV   | 2 février 2020  | Hard Rock Stadium, Miami, Floride                       | Chiefs de Kansas City | P, 5-2 | 20 - 31 | Jimmy Garoppolo  | Kyle Shanahan  |
| Super Bowl XLVII | 3 février 2013  | Mercedes-Benz Superdome, La Nouvelle Orléans, Louisiane | Ravens de Baltimore   | P, 5-1 | 31 - 34 | Colin Kaepernick | Jim Harbaugh   |
| Super Bowl XXIX  | 29 janvier 1995 | Joe Robbie Stadium, Miami, Floride                      | Chargers de San Diego | G, 5-0 | 49 - 26 | Steve Young      | George Seifert |
| Super Bowl XXIV  | 28 janvier 1990 | Louisiana Superdome, La Nouvelle Orléans, Louisiane     | Broncos de Denver     | G, 4-0 | 55 - 10 | Joe Montana      | George Seifert |
| Super Bowl XXIII | 22 janvier 1989 | Joe Robbie Stadium, Miami, Floride                      | Bengals de Cincinnati | G, 3-0 | 20 - 16 | Joe Montana      | Bill Walsh     |
| Super Bowl XIX   | 20 janvier 1985 | Stanford Stadium, Stanford, Californie                  | Dolphins de Miami     | G, 2-0 | 38 - 16 | Joe Montana      | Bill Walsh     |
| Super Bowl XVI   | 24 janvier 1982 | Pontiac Silverdome, Pontiac, Michigan                   | Bengals de Cincinnati | G, 1-0 | 26 - 21 | Joe Montana      | Bill Walsh     |

### Chiefs de Kansas City

#### Saison régulière
Kansas City commence la saison 2023 en tant que champion en titre après avoir remporté le Super Bowl LVII contre les Eagles de Philadelphie. Ils terminent la saison régulière avec un bilan de 11 victoires et 6 défaites, ce qui constitue un 11e bilan positif sous les ordres de l'entraîneur principal Andy Reid. Ils sont classés 3e tête de série en American Football Conference (AFC).
Depuis qu'il est titulaire avec les Chiefs, Patrick Mahomes a connu la plus mauvaise saison de sa carrière au niveau des statistiques dont celles du nombre moyen de yards gagnés par passe (7 yards), du nombre moyen de yards gagnés par match (21,4 yards), du nombre de passes interceptées (14), et de son évaluation QB (92,6).
Ses receveurs ont connu des difficultés tout au long de la saison et, au début de la 18e semaine, les Chiefs menaient la ligue au niveau des passes ratées. Malgré cela, Mahomes a établi son record en carrière au niveau du pourcentage de réussite à la passe (67,2%) tout en inscrivant 27 touchdowns. Travis Kelce mène les Chiefs au nombre des yards gagnés sur réception pour la quatrième fois en cinq saisons, mais termine avec moins de 1 000 yards gagnés sur réception pour la première fois depuis 2015. Le wide receiver rookie Rashee Rice (en) est le meilleur de son équipe au nombre de yards gagnés (938 yards) avec 7 touchdowns, tandis que le running back de deuxième année Isiah Pacheco a totalisé 935 yards et 7 touchdowns. La ligne offensive a obtenu deux sélections au Pro Bowl, le garde Joe Thuney et le centre Creed Humphrey.
Quant à la ligne défensive, elle fournit au Pro Bowl le defensive tackle Chris Jones et le defensive end George Karlaftis, meilleurs de leur équipe au niveau des sacks (10 ½ chacun). La deuxième ligne a été emmenée par les cornerbacks L'Jarius Sneed (2 interceptions, 78 plaquages, 14 passes déviées) et Trent McDuffie (80 plaquages, 5 fumbles proqués, 3 sacks), ainsi que par le safety Justin Reid (1 interception, 3 sacks et meilleur de son équipe avec 95 plaquages).
Le Super Bowl LVIII est leur 6e apparition à un Super Bowl dont quatre au cours des cinq dernières saisons sous les ordres de leur entraîneur actuel Andy Reid, avec le quarterback Patrick Mahomes et le tight end Travis Kelce,. Les Chiefs ont remporté trois Super Bowls (IV, LIV et LVII), en ont perdu deux (I et LV) et ont la possibilité d'en remporter deux consécutifs, ce qui n'a plus été réalisé depuis les victoires des Patriots de la Nouvelle-Angleterre en 2003 et 2004 (Super Bowls XXXVIII et XXXIX). Ils ont également remporté un titre national avant l'ère des Super Bowls soit le championnat AFL de 1962 joué sous le nom des Texans de Dallas.

#### Série éliminatoire
Classés 3e de l'AFC, les Chiefs reçoivent les Dolphins de Miami classés 6e tête de série lors du tour de Wild Card. Au coup d'envoi, la température est de -20° Celsuis, 4e plus froide température relevée dans l'histoire de la NFL. Les Chiefs remportent aisément le match 26 à 7, les Dolphins n'inscrivant qu'un seul touchdown à la suite d'une passe de Tua Tagovailoa vers le wide receiver et ancien Chief, Tyreek Hill.
Les Chiefs jouent ensuite leur premier match de série éliminatoire en déplacement de l'ère Mahomes à l'occasion du match de Division contre les Bills de Buffalo, 2e tête de série en AFC. L'équipe menant au score lors de ce match va changer à cinq reprises. C'est à la suite d'un field goal raté par Tyler Bass (kicker des Bills), que les Chiefs se qualifient pour leur sixième finale de conférence AFC consécutive. Ils se déplacent chez les Ravens de Baltimore classée 1re tête de série en AFC. Ils mènent 17 à 7 à la pause et réalisent de gros arrêts défensifs en seconde période pour remporter le match 17 à 10.

#### Historique des finales
Les Chiefs ont remporté 3 Super Bowls (IV, LIV, LVII) en 5 participations :
| Édition                    | Date             | Lieu                             | Adversaire        | Score     | G/P | Quarterback       | Entraîneur      |
| -------------------------- | ---------------- | -------------------------------- | ----------------- | --------- | --- | ----------------- | --------------- |
| AFL Championship 1962 (en) | 23 décembre 1962 | Jeppesen Stadium, Houston, Texas | Oilers de Houston | 20 2ET 17 | 1-0 | Abner Haynes (en) | Hank Stram (en) |

| Édition | Date            | Lieu                                                   | Adversaire              | Score | G/P | Quarterback(s)  | Entraîneur      |
| ------- | --------------- | ------------------------------------------------------ | ----------------------- | ----- | --- | --------------- | --------------- |
| SB LVII | 12 février 2023 | State Farm Stadium, Glendale, Arizona                  | Eagles de Philadelphie  | 38-35 | 3-2 | Patrick Mahomes | Andy Reid       |
| SB LV0  | 7 février 2021  | Raymond James Stadium, Tampa, Floride                  | Buccaneers de Tampa Bay | 09-31 | 2-2 | Patrick Mahomes | Andy Reid       |
| SB LIV  | 2 février 2020  | Hard Rock Stadium, Miami, Floride                      | 49ers de San Francisco  | 31-20 | 2-1 | Patrick Mahomes | Andy Reid       |
| SB IV0  | 11 janvier 1970 | Tulane Stadium, La Nouvelle-Orléans, Louisiane         | Vikings du Minnesota    | 23-07 | 1-1 | Len Dawson      | Hank Stram (en) |
| SB I0   | 15 janvier 1967 | Los Angeles Memorial Coliseum, Los Angeles, Californie | Packers de Green Bay    | 10-35 | 0-1 | Len Dawson      | Hank Stram      |

## Les entraîneurs

### Kyle Shanahan (49ers)
Kyle Shanahan, né le 14 décembre 1979, est l'entraîneur principal des 49ers depuis 2017.
Il a joué en NCAA Division I FBS pour les Longhorns du Texas pendant deux saisons avant de devenir assistant gradué des Bruins de l'UCLA en 2003. Il rejoint ensuite rejoint les rangs des professionnels, devenant chronologiquement contrôleur de la qualité offensive des Buccaneers de Tampa Bay (2004–2005), entraîneur des wide receivers (2006), des quarterbacks (2007) et coordinateur offensif (2008-2009) des Texans de Houston, coordinateur offensif des Redskins de Washington (2010–2013), des Browns de Cleveland (2014) et des Falcons d'Atlanta (2015–2016).
Son père, Mike Shanahan, a été un grand entraîneur en NCAA et en NFL, sa carrière s'étalant de 1975 à 2013 Il a notamment remporté deux Super Bowls en tant qu'entraîneur principal des Broncos de Denver (XXXII et XXXIII) et un en tant qu'assistant entraîneur avec les 49ers (XXIX).
Kyle Shanahan est le coordinateur offensif des Falcons d'Atlanta en 2016. Son attaque est la meilleure de la NFL au nombre de points inscrits et elle remporte sa division avec un bilan de 11 victoires pour 5 défaites. Il est désigné par l'Associated Press meilleur entraîneur assistant 2016 de la NFL. Les Falcons remportent ensuite la finale de conférence NFC mais perdent le Super Bowl LI face aux Patriots de la Nouvelle-Angleterre emmenés par Tom Brady. Pendant ce match, les Falcons menaient 28 à 3 en partie grâce à l'appel des jeux de Shanahan. Il sera néanmoins ensuite critiqué pour avoir été trop agressif en fin de match tout en oubliant de contrôler la possession du ballon, ce qui a permis aux Patriots de remporter le match 34 à 28 en prolongation,.
Il devient ensuite entraîneur principal des 49ers. Après deux années avec un bilan négatif, il permet à son équipe de remporter trois titres de la division NFC West, deux finales de conférence NFC (sur 4 disputées) et perd le Super Bowl LIV disputé contre les Chiefs, emmenés par Patrick Mahomes et dirigés par Andy Reid.
|  | - Vainqueur du Super Bowl : - - Défaite au Super Bowl : - Super Bowl LI avec les Falcons contre les Patriots 28-34 ; - Super Bowl LIV avec les 49ers contre les Chiefs 20-31. - Champion de la conférence NFC avec les 49ers : 2019 - Champion de la division NFC West avec les 49ers : 2019, 2022, 2023 - Entraîneur assistant de la saison par l'Associated Press : 2016 - Entraîneur assistant de la saison par la Pro Football Writers Association (en) : 2016 - Entraîneur de l'année par le Sporting News : 2019 - Statistiques en NFL : - Saisons régulières : 64–51 (77,7 %) - Séries éliminatoire : 8–3 (72,7 %) - Carrière : 72-54 (57,1 %) |

### Andy Reid (Chiefs)
Andrew Walter Reid (né le 19 mars 1958) est l'entraîneur principal des Chiefs depuis 2013 après avoir été celui des Eagles entre (1999-2012) et après avoir occupé plusieurs postes chez les Packers de Green Bay (entraîneur des tight ends et assistant entraîneur de la ligne offensive (1992–1996) ainsi qu'entraîneur des quarterbacks et assistant de l'entraîneur principal (1997–1998)).
Il a fait ses armes en NCAA, en tant qu'assistant gradué des Cougars de BYU (1982), en tant qu'entraîneur de la ligne offensive des Gators de San Francisco State (1983–1985), des Lumberjacks de Northern Arizona (1986), des Miners de l'UTEP (1987–1988) et en tant qu'entraîneur principal des Tigers du Missouri (1989–1991).
Il a également été joueur au poste de running back chez les Bulldogs de la Géorgie (1973-1975). Il ne joue ensuite qu'un seul match en NFL pour les Bills de Buffalo en 1976.
Au cours des 25 saisons en tant qu'entraîneur principal en NFL (14 avec les Eagles et 11 avec les Chiefs), ses équipes n'afficheront un bilan négatif qu'à trois reprises et toutes avec les Eagles : 1999 (5-11), 2005 (6-10), 2012 (4-12). Il réalise sa moins bonne saison avec les Chiefs en 2014 (9-7). Depuis que Patrick Mahomes en est le quarterback, les Chiefs ont toujours gagné au minimum dix matchs de saison régulière.
Il a remporté 6 titres de la division NFC East avec les Eagles et 8 consécutifs (série en cours) de la division AFC West avec les Chiefs. Il remporte quatre titres de conférence (1 en NFC et 4 en AFC). Il remporte deux Super Bowl (saisons 2019 et 2022 avec les Chiefs respectivement contre les 49ers et les Eagles) et en perd 2 (saison 2004 avec les Eagles contre les Patriots et saison 2020 avec les Chiefs contre les Buccaneers).
| Vainqueur du Super Bowl : Super Bowl XXXI en tant qu'entraîneur assistant des Packers de Green Bay ; Super Bowl LIV et Super Bowl LVII en tant qu'entraîneur principal des Chiefs de Kansas City. Statistiques en NFL : Saisons régulières : 258–144–1 (64,1 %) Séries éliminatoire : 25–16 (61 %) Carrière : 283–160–1 (63,9%) Champion de la conférence AFC avec les Chiefs : 2019, 2020, 2022, 2023 Champion de la conférence NFC avec les Eagles : 2004 Champion de la division AFC West avec les Chiefs : 2016, 2017, 2018, 2019, 2020, 2021, 2022, 2023 Champion de la division NFC East avec les Eagles : 2001, 2002, 2003, 2004, 2006, 2010 Entraîneur NFL de l'année selon l'Associated Press : 2002 Entraîneur NFL de l'année selon le Sporting News : 2000, 2002, 2018 Entraîneur NFL de l'année selon Pro Football Weekly : 2002 Entraîneur NFL de l'année selon Maxwell Club : 2000, 2002, 2010, 2018 Sélectionné dans l'équipe du 75e anniversaire des Eagles de Philadelphie. |

## Déroulement du match

### Arbitres
Le Super Bowl LVIII est dirigé par sept officiels (les numéros entre parenthèses indiquent le numéro de leur maillot), :
| - Titulaires : - Arbitre principal : Bill Vinovich (en) (52) - Umpire : Terry Killens (en) (77) - Down judge : Mark Perlman (9) - Line judge : Jeff Bergman (32) - Field judge : Tom Hill (97) - Side judge : Allen Baynes (56) - Back judge : Brad Freeman (88) - Révision vidéo : Mike Chase - Asssstant vidéo : Jack Persampire | - Réservistes : - Arbitre principal : Shawn Smith (14) - Umpire : Barry Anderson (20) - Down judge : Dana McKenzie (8) - Line judge : Tim Podraza (47) - Field judge : Nate Jones (33) - Side judge : Anthony Jeffries (36) - Back judge : Greg Wilson (119) - Révision vidéo : Tyler Cerimeli |

Bill Vinovich (en) dirigera son 3e Super Bowl tandis que Mark Perlman et Tom Hill effectueront leur dernier match après respectivement 25 et 35 ans d'arbitrage,.
Terry Killens (en), ancien joueur NFL au poste de linebacker, devient le premier joueur à arbitrer un Super Bowl après en avoir disputé un (le Super Bowl XXXIV avec les Titans).

### Titulaires
Sources : NFL.com
| Chiefs de Kansas City    | Postes  | 49ers de San Francisco |
| ------------------------ | ------- | ---------------------- |
| Donovan Smith (en)       | LT      | Trent Williams         |
| Nick Allegretti (en)     | LG      | Aaron Banks (en)       |
| Creed Humphrey           | C       | Jake Brendel (en)      |
| Trey Smith (en)          | RG      | Jon Feliciano (en)     |
| Jawaan Taylor (en)       | RT      | Colton McKivitz (en)   |
| Travis Kelce             | TE      | George Kittle          |
| Marquez Valdes-Scantling | WR      | Deebo Samuel           |
| Patrick Mahomes          | QB      | Brock Purdy            |
| Isiah Pacheco            | RB      | Christian McCaffrey    |
| Noah Gray (en)           | TE / FB | Kyle Juszczyk          |
| Rashee Rice (en)         | WR      | Brandon Aiyuk          |

| Chiefs de Kansas City | Postes | 49ers de San Francisco |
| --------------------- | ------ | ---------------------- |
| Chris Jones           | DT     | Javon Hargrave         |
| Mike Pennel (en)      | DT     | Arik Armstead          |
| George Karlaftis      | DE     | Nick Bosa              |
| Mike Danna (en)       | DE     | Chase Young            |
| Willie Gay            | LB     | Dre Greenlaw (en)      |
| Nick Bolton           | LB     | Fred Warner            |
| Leo Chenal (en)       | LB     | Oren Burks             |
| Trent McDuffie        | CB     | Charvarius Ward        |
| L'Jarius Sneed        | CB     | Deommodore Lenoir      |
| Justin Reid           | S      | Ji'Ayir Brown (en)     |
| Mike Edwards          | S      | Tashaun Gipson Sr.     |

| Chiefs de Kansas City | Postes | 49ers de San Francisco            |
| --------------------- | ------ | --------------------------------- |
| Tommy Townsend        | P/H    | Mitch Wishnowsky (en)             |
| Harrison Butker       | K/KO   | Jake Moody                        |
| James Winchester (en) | LS     | Taybor Pepper (en)                |
| Richie James (en)     | PR     | Ray-Ray McCloud (en)              |
| Richie James          | KR     | Ray-Ray McCloud Jordan Mason (en) |

### Résumé

#### Première mi-temps
Le premier drive est effectué par les 49ers lesquels gagnent 49 yards en cinq jeux avec à la manœuvre le running back Christian McCaffrey et le QB Brock Purdy Cependant, le linebacker Leo Chenal (en) provoque un fumble de McCaffrey sur la ligne des 27 yards, le defensive end George Karlaftis récupérant le ballon pour les Chiefs.
Leur première possession se solde rapidement par un punt (botté de dégagement). Les deux attaques ne parviennent pas à développer leur jeu rendant rapidement le ballon à l'adversaire. La défense des 49ers parvient néanmoins à mieux contrôler le match à l'image du defensive end Chase Young qui réussit un sack sur le quarterback Patrick Mahomes. L'attaque des 49ers se réveille en fin de premier quart temps, Brock Purdy trouvant à la passe les wide receivers Chris Conley (18 yards) et Ray-Ray McCloud (19 yards). Aucun point n'est d'inscrit lors du premier quart temps, San Francisco ayant gagné 125 yards pour seulement 16 à Kansas City.
Les 49ers terminent leur série en deuxième quart temps par un field goal de 55 yards du kicker Jake Moody, inscrivant à cet instant le plus long field goal de l'histoire des Super Bowls.
Les Chiefs commencent leur série sur leurs 25 yards, gagnent 64 yards en quatre jeux (dont une réception de 53 yards par le wide receiver Mecole Hardman) et se retrouvent sur la ligne des 9 yards de San Francisco. Lors du cinquième jeu, le running back Isiah Pacheco commet un fumble lequel est récupéré par les 49ers.
Après un drive bien construit, ceux-ci effectuent un jeu surprise (trick play), le wide receiver Jauan Jennings (en) trouvant à la passe Christian McCaffrey lequel parcourt 21 yards pour inscrire le premier touchdown du match, 4 minutes et 23 secondes avant le repos (0-10).
Sur le drive suivant, les Chiefs enchainent treize jeux et gagnent 65 yards ce qui permet au kicker Harrison Butker d'inscrire un field goal à vingt secondes de la fin du match (3-10). Les 49ers usent la montre et Brock Purdy met fin à la mi-temps en s'agenouillant.

#### Deuxième mi-temps
Le premier drive des Chiefs, commence par un deuxième fumble du running back Isiah Pacheco qu'ils recouvrent. Sur la 3e tentative, la passe de Patrick Mahomes est interceptée par le safety Ji'Ayir Brown (en). Se retrouvant sur la ligne des 44 yards de Kansas City, les 49ers ne vont pas profiter de ces deux erreurs et après une 3e tentative infructueuse, les Chiefs récupèrent le ballon sur leurs 2 yards. Comme en première mi-temps, il s'ensuit une période de 3e et out. Alors qu'il reste 9 minutes et 2 secondes de jeu dans le 3e quart temps, les Chiefs commencent une série par une passe de 11 yards vers le tight end Travis Kelce. Après 9 jeux et 47 yards gagnés, le kicker Harrison Butker inscrit un field goal de 57 yards (6-10), battant ainsi le record du plus long field goal inscrit lors d'un Super Bowl établi par le kicker Jake Moody en première mi-temps,.
Lors du punt de 40 yards par Tommy Townsend qui s'ensuit, le ballon touche la jambe du cornerback Darrell Luter Jr. (en). Ayant suivi l'action, le cornerback des Chiefs Jaylen Watson (en) recouvre le ballon sur la ligne des 16 yards des 49ers, rendant la possession à son équipe. La sanction est rapide puisque sur l'action suivante, Mahomes trouve à la passe le wide receiver Marquez Valdes-Scantling qui inscrit le touchdown. L'extra point permet à Kansas City de mener au score 13 à 10 à 2 minutes et 28 secondes de la fin du 3e quart temps.
Le drive des 49ers commencé sur leur ligne des 25 yards, se termine provisoirement sur la ligne des 42 yards des Chiefs après une réception de 17 yards du wide receiver Jauan Jennings (en) lors d'une 3e tentative et une course de deux yards par le fullback Kyle Juszczyk lors d'une 2e et 1.
Cette série de 12 jeux pour 75 yards se termine en 4e quart temps à la suite d'un touchdown de 10 yards de Jauan Jennings trouvé à la passe par Brock Purdy. Les 49ers mènent 16 à 13 à 11 minutes et 27 secondes de la fin du match, la tentative d'extra point ayant été bloquée par le linebacker Leo Chenal (en).
Lors d'une 1re tentative et 10, Mahomes commet un fumble sur la ligne des 46 yards adverses mais il récupère le ballon et termine le jeu sur une passe incomplète. Après 12 jeux et un gain de 69 yards, Kansas City se retrouve sur la ligne de 3 yards de San Francisco. Mahomes est plaqué au sol (sack) sur une 3e tentative et Harrison Butker se charge d'inscrire un field goal de 24 yards qui met les équipes à égalité (16-16) à 5 minutes et 49 secondes de la fin du match.
Les 49ers remontent ensuite le terrain et après 4 jeux se trouvent sur la ligne des 40 yards des Chiefs. Après une course de 5 yards par Christian McCaffrey et une passe incomplète de Brock Purdy, le match arrive au temps mort automatique des deux minutes (2 minutes warning). Après une nouvelle passe incomplète de Purdy en 3e tentative, Moody inscrit un field goal de 53 yards (19-16) à 1 minute et 53 secondes de la fin du temps réglementaire.
Après quelques jeux, les Chiefs parviennent sur la ligne des 43 yards adverses à 42 secondes de la fin du quart temps. Après avoir converti une 3e tentative et 2 et une 3e et 7 respectivement sur la ligne des 43 et des 33 yards adverses, ils se retrouvent à 11 yards de la ligne d'en-but alors qu'il ne reste que 10 secondes à jouer. Mahomes tente en vain de trouver par la passe Travis Kelce et le kicker Butker se charge d'inscrire un field goal de 29 yards à 6 secondes du terme, concluant une série de 11 jeux pour un gain cumulé 64 yards (19-19).
Avec trois secondes restantes, Brody met un genou au sol et envoie les deux équipes en prolongation.

#### Prolongation
Les 49ers ont la première possession du ballon. Ils remontent régulièrement le terrain (13 jeux pour 66 yards) et inscrivent un field goal de 27 yards (22-19).
Patrick Mahomes emmène les Chiefs qui gagnent 75 yards en 13 jeux tout ayant réussit deux 3e down et un 4e dowm (course de Patrick Mahomes) pour atteindre la ligne des 3 yards des Chiefs. Le quarterback trouve alors à la passe, le wide receiver Mecole Hardman celui-ci étant démarqué dans la zone d'en-but. Cette action met fin au match et donne la victoire à Kansas City.

#### Records
Le match a duré 74 minutes et 57 secondes, ce qui en fait le plus long Super Bowl et le 7e plus long match de série éliminatoire de l'histoire de la NFL.
C'est également la première fois que deux équipes inscrivent des points lors d'une prolongation en Super Bowl. Les 9 points inscrits en prolongation constituent également un record, le maximum enregistré jusque là était de 6 points.
Christian McCaffrey a été le meilleur coureur du match avec 22 courses pour un gain de 80 yards ainsi que le meilleur receveur de son équipe avec 8 réceptions pour 80 yards et un touchdown. Le meilleur receveur du match a été le tight end Travis Kelce avec 9 réceptions pour 93 yards.
Le quarterback Patrick Mahomes a réussi 34 des 46 passes tentées pour un gain de 333 yards, deux touchdowns malgré une interception ainsi que 66 yards supplémentaires gagnés à la course. Il est désigné MVP du Super Bowl pour la troisième fois de sa carrière. Avec 172 yards gagnés à la course, il bat le record du plus grand nombre de yards gagnés à la course par un quarterback lors d'un Super Bowl (105 yards) détenu jusque là par Joe Montana,.
Le kicker Jake Moody a battu le record du plus long field goal lors d'un Super Bowl avec un coup de pied de 55 yards mais plus tard dans le match, le kicker Harrison Butker bat ce record en réussissant un field goal de 57 yards. Avant le match, le record était détenu par Steve Christie qui avait inscrit un field goal de 54 yards.

### Évolution du score
Début du match à 15 h 40 locales et joué dans un stade fermé.
| Score  | Q1 | Q2 | Q3 | Q4 | ET1 | Total |
| 49ers  | 0  | 10 | 0  | 9  | 3   | 22    |
| Chiefs | 0  | 03 | 10 | 6  | 6   | 25    |

| QT            | Temps         | Drive         | Drive         | Drive         | Équipe        | Description de l'action | Score | Score  |
| ------------- | ------------- | ------------- | ------------- | ------------- | ------------- | --- | ----- | ------ |
| QT            | Temps         | Jeux          | Yards         | TDP           | Équipe        | Description de l'action | 49ers | Chiefs |
| 2             | 14:48         | 10            | 45            | 04:05         | SF            | FG de 55 yards par le K Jake Moody                                                                                            | 03    | 0      |
| 2             | 04:23         | 08            | 67            | 03:26         | SF            | TD de 21 yards par le RB Christian McCaffrey (passe du WR Jauan Jennings + extra point par le K Jake Moody)                   | 10    | 0      |
| 2             | 00:20         | 13            | 65            | 04:03         | KC            | FG de 28 yards par le K Harrison Butker                                                                                       | 10    | 03     |
|               |               |               |               |               |               | |       |        |
| 3             | 05:01         | 09            | 47            | 04:01         | KC            | FG de 57 yards par le K Harrison Butker                                                                                       | 10    | 06     |
| 3             | 02:28         | 01            | 16            | 00:04         | KC            | TD de 16 yards par le WR Marquez Valdes-Scantling (passe du QB Patrick Mahomes + extra point par le K Harrison Butker)        | 10    | 13     |
|               |               |               |               |               |               | |       |        |
| 4             | 11:22         | 12            | 75            | 06:06         | SF            | TD de 10 yards par le WR Jauan Jennings (passe du QB Brock Purdy, la tentative d'extra point par le K Jake Moody est bloquée) | 16    | 13     |
| 4             | 05:46         | 12            | 69            | 05:36         | KC            | FG de 24 yards par le K Harrison Butker                                                                                       | 16    | 16     |
| 4             | 01:53         | 07            | 40            | 03:53         | SF            | FG de 53 yards par le K Jake Moody                                                                                            | 19    | 16     |
| 4             | 00:03         | 11            | 64            | 01:50         | KC            | FG de 29 yards par le K Harrison Butker                                                                                       | 19    | 19     |
|               |               |               |               |               |               | |       |        |
| ET1           | 07:22         | 13            | 66            | 07:38         | SF            | FG de 27 yards par le K Jake Moody                                                                                            | 22    | 19     |
| ET1           | 00:03         | 13            | 75            | 07:19         | KC            | TD de 3 yards par le WR Mecole Hardman Jr. (passe du QB Patrick Mahomes)                                                      | 22    | 25     |
| Score final : | Score final : | Score final : | Score final : | Score final : | Score final : | Score final : | 22    | 25     |

## Statistiques
| Nom             | Poste | Équipe                |
| --------------- | ----- | --------------------- |
| Patrick Mahomes | QB    | Chiefs de Kansas City |

| Statistiques                          | 49ers de San Francisco                                  | Chiefs de Kansas City                                   |
| ------------------------------------- | ------------------------------------------------------- | ------------------------------------------------------- |
| 1er down                              | 23                                                      | 24                                                      |
| 1er down à la course                  | 5                                                       | 9                                                       |
| 1er down à la passe                   | 15                                                      | 15                                                      |
| 1er down suite pénalité               | 3                                                       | 0                                                       |
| Conversion de 3e down                 | 3/12                                                    | 9/19                                                    |
| Conversion de 4e down                 | 1/1                                                     | 1/1                                                     |
| Jeux–yards                            | 71 jeux pour 382 yards                                  | 79 jeux pour 455 yards                                  |
| Yards à la courses                    | 31 courses pour 110 yards (moyenne de 3,5 yards/course) | 30 courses pour 130 yards (moyenne de 4,3 yards/course) |
| Yards à la passe                      | 272                                                     | 325                                                     |
| Passes: Réussies-Tentées-Interceptées | 24/39 passes complétées 0 interception                  | 34/46 passes complétées 1 interception                  |
| Réussite en zone rouge/chances        | 1/2                                                     | 2/6                                                     |
| TD                                    | 2 (à la passe)                                          | 2 (à la passe)                                          |
| Field Goals                           | 3/3                                                     | 4/4                                                     |
| Sacks (Nombre-Yards)                  | 1 pour 4 yards adverses perdus                          | 3 pour 8 yards adverses perdus                          |
| Fumbles (Nombre/Perdus)               | 2/2                                                     | 5/1                                                     |
| Pénalités (Nombre/Yards perdus)       | 6 pour 40 yards perdus                                  | 6 pour 55 yards perdus                                  |
| Temps de possession                   | 38:31                                                   | 36:26                                                   |

| Chiefs de Kansas City  |                          |                                                                                                 |
| Quarterback            | Patrick Mahomes          | 34/46 passes complétées, 333 yards, 1 interception, 2 TDs, 3 sacks subis, évaluation QB de 99,3 |
| Meilleurs coureurs     | Isiah Pacheco            | 18 courses pour 59 yards nets gagnés, 0 TD, moyenne de 3,3 yards/course                         |
| Meilleurs coureurs     | Patrick Mahomes          | 9 courses pour 66 yards nets gagnés, 0 TD, moyenne de 7,3 yards/course                          |
| Meilleurs receveurs    | Travis Kelce             | 9/10 réceptions pour 93 yards gagnés, 0 TD                                                      |
| Meilleurs receveurs    | Rasheem Rice             | 6/8 réceptions pour 39 yards gagnés, 0 TD                                                       |
| Meilleurs receveurs    | M.Hardman                | 3/3 réceptions pour 57 yards gagnés, 1 TD                                                       |
| Meilleurs receveurs    | Marquez Valdes-Scantling | 3/5 réceptions pour 20 yards gagnés, 1 TD                                                       |
| Meilleur plaqueur      | Nick Bolton              | 13 plaquages dont 5 en solo et 1 TFL, 2 quarterback hit                                         |
| 49ers de San Francisco |                          |                                                                                                 |
| Quarterback            | Brock Purdy              | 23/38 passes complétées, 255 yards, 0 interception, 2 TDs, 1 sack subi, évaluation QB de 89,3   |
| Meilleurs coureurs     | Christian McCaffrey      | 22 courses pour 80 yards nets gagnés, 0 TD, moyenne de 3,6 yards/course                         |
| Meilleurs coureurs     | Brock Purdy              | 3 courses pour 12 yards nets gagnés, 0 TD, moyenne de 4 yards/curse                             |
| Meilleurs receveurs    | Christian McCaffrey      | 8/8 réceptions pour 80 yards gagnés, 1 TD                                                       |
| Meilleurs receveurs    | Jauan Jennings           | 4/5 réceptions pour 42 yards gagnés, 1 TD                                                       |
| Meilleurs receveurs    | Brandon Aiyuk            | 3/6 réceptions pour 19 yards gagnés, 0 TD                                                       |
| Meilleur plaqueur      | Fred Warner              | 13 plaquages dont 9 en solo                                                                     |

## Médias
Au total, le Super Bowl LVIII a été retransmis dans plus de 150 pays et sur chaque continent à l'exception de l'Antarctique.
Aux États-Unis, il a été télévisé au niveau national par le réseau de télévision américain CBS, en vidéo à la demande sur Paramount+, alternativement sur le réseau sœur destiné aux jeunes Nickelodeon et sur le réseau de langue espagnole Univision.
En France, il a été retransmis par BeIN Sports, DAZN et M6.
Il s'agit également de la deuxième diffusion simultanée de l'histoire du Super Bowl, la première étant le Super Bowl I.
Le Super Bowl LVIII est devenu le programme le plus regardé de l'histoire de la télévision américaine, avec un total de 123,4 millions de téléspectateurs en moyenne sur toutes les plateformes, battant ainsi le record moyen de 115,1 millions établi lors du Super Bowl de l'année précédente. Au total, 202,4 millions de personnes ont regardé au moins une partie du match sur les divers canaux.
Comme pour l'édition précédente, CBS a facturé entre 6,5 et 7 millions de dollars pour une publicité de 30 secondes.
La participation à guichets fermés au match de 61 629 personnes est la plus petite assistance de l'histoire du Super Bowl en dehors de la pandémie de COVID-19.

## Conséquences
Comme il s'agit de la quatrième participation des Chiefs au Super Bowl et de leur troisième victoire en cinq ans, beaucoup ont déclaré que ce match les avait établis comme une dynastie.
Après le match, les 49ers ont viré langue-en (en), leur coordinateur défensif de la franchise depuis cette saison, en raison des pauvres performances défensives de l'équipe pendant tous les matchs de la série éliminatoire dont de facto le Super Bowl.

### Défilé à Kansas City
Un défilé de la victoire de 3,2 km s'est déroulé dans les rues de Kansas City, de la Sixth Street jusqu'à l'Union Station le 14 février, le conseil municipal ayant dépensé près d'un million de dollars à cette fin.
Une fusillade a eu lieu au niveau de l'Union Station peu après le défilé. Lisa Lopez-Galvan, DJ de la station de radio locale KKFI (en), a été tuée et au moins 21 autres personnes, dont 11 enfants, ont pas été blessées. Trois suspects sont arrêtés, dont deux armés,.